# Дарко Панчев
Дарко Панчев (Скопље, 7. септембра 1965) је бивши југословенски и македонски фудбалер. Играо је на позицији нападача.

## Каријера
Каријеру је започео у Вардару из Скопља, 1982. године. Док је играо за тим из главног града Македоније, постао је најмлађи играч у историји југословенског фудбала који је завршио првенство као први стрелац лиге. Било је то у сезони 1983/84. када је имао само 18 година и 8 месеци, а постигао је 19 голова. Године 1988. је прешао у Црвену звезду. Исте године је отишао на одслужење војног рока у ЈНА, а потом је био још и први стрелац лиге у сезонама 1989/90 (32 гола), 1990/91 (34 гола) и 1991/92 (25 голова).
У финалу националног купа 1990. године постигао је одлучујући гол, којим је Црвена звезда освојила куп Југославије.
Био је стрелац одлучујућег једанаестерца у финалу купа европских шампиона на стадиону Свети Никола у Барију (Италија), када је Црвена звезда освојила титулу најбољег клуба Европе, 1991. године. Сећајући се тог тренутка изјавио је за званични сајт УЕФА:
Било је заиста тешко када сам ходао од центра игралишта до шеснаестерца, јер у тих десет секунди различите ствари су ми пролазиле кроз главу: немој да промашиш! немој да направиш грешку!. Али кад сам поставио лопту на пенал, концентрисао сам се што је више могуће да бих успео. И то је било то.
Као фудбалер Црвене звезде освојио је три шампионске титуле 1990, 1991. и 1992. године, Куп 1990, Куп европских шампиона 1991. и Интерконтинентални куп 1991. године.
Године 1992. потписао је уговор за Интер из Милана. У Интеру је одиграо 12 утакмица и постигао један гол. У јануару 1994. позајмљен је немачком клубу ВФБ Лајпциг у којем је одиграо 10 утакмица и постигао два гола. Након тога поново се вратио у Интер на годину дана и постигао је још два гола, одакле је прешао у Фортуну Диселдорф где је постигао два гола. Каријеру је завршио 1997. у швајцарском клубу Сион освајањем ”дупле круне” (првенство и куп).
По завршетку фудбалске каријере постао је заступник италијанске фирме за производњу спортске опреме ”Лото спорт Италија”.
Након што је радио у Фудбалском савезу Македоније, обављао је дужност спортског директора Вардара.

### Репрезентација
За репрезентацију Југославије одиграо је 27 мечева и постигао 17 голова. Дебитовао је 31. марта 1984. године против Мађарске (2:1), а опростио се 13. новембра 1991. против Аустрије (2:0). Био је најбољи стрелац националног тима у квалификацијама за Европско првенство 1992. године са 10 погодака, а Југославија није заиграла на поменутом такмичењу, јер је неколико дана пре старта враћена због санкција. Панчев је на Светском првенству 1990. у Италији одиграо три меча и постигао два гола, оба против Уједињених Арапских Емирата (4:1), а селекција Ивице Осима је заузела пето место. У периоду од 1993. до 1995. за Македонију је одиграо шест сусрета и постигао један гол.

## Освојени трофеји, награде и признања
Национални шампионати
- Шампион Југославије 3 пута

ФК Црвена звезда : 1989/90, 1990/91 и 1991/92
- Освајач Купа Југославије 1 пут:

ФК Црвена звезда : 1989/90.
- Шампион Швајцарске 1 пут :

ФК Сион : 1996/97
- Освајач Купа Швајцарске 1 пут:

ФК Сион : 1996/97
Међународна такмичења
- Освајач Купа европских шампиона 1 пут:

ФК Црвена звезда : 1990/91
- Освајач Интерконтиненталног купа 1 пут:

ФК Црвена звезда : 1991
- Освајач Купа УЕФА 1 пут:

ФК Интер Милано : 1993/94

## Занимљивости
- Као играч био је познат под надимком „кобра са Вардара“,[4][5] због велике брзине којом се кретао и реаговао.
- До своје 26. године био је 4 пута најбољи стрелац југословенске фудбалске лиге и то у сезонама 1983/84 (19 голова), 1989/90 (32 гола), 1990/91 (34 гола) и 1991/92 (25 голова).
- Добитник је ”Златне копачке Европе” као најбољи стрелац у свим европским националним првенствима у сезони 1990/91 са 34 гола, која му тада није додељена јер је УЕФА због уведених санкција према СР Југославији тадашње првенство Југославије прогласило незваничним. Награду му је уручио 15 година касније 3. августа 2006. у Скопљу[6] председник европске фудбалске федерације Мишел Платини у присуству потпредседника федерације Жан-Луј Валентана, уредника француског спортског магазина „Екип”, Жан-Филип Леклера, затим, Драгана Џајића и Драгана Стојковића.
- Заузима друго место (иза Слободана Сантрача, а испред Душана Бајевића) на ”вечитој листи” најбољих стрелаца свих времена бивше Југославије.
- Године 2004. поводом прославе педесетогодишњице од оснивања УЕФЕ проглашен је за најбољег македонског фудбалера у последњих 50 година.